# Jean Favard

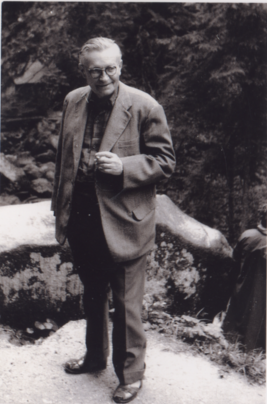
Jean Favard în august 1963

Jean Aimé Favard (n. 28 august 1902 la Peyrat-la-Nonière - d. 21 ianuarie 1965 la La Tronche) a fost un matematician francez, cu contribuții deosebite în cadrul analizei matematice.
A efectuat studii în domeniul teoriei creșterilor finite și în geometria diferențială.
A studiat clasa de funcțiuni ca o generalizare a funcțiilor periodice generalizate, care are aplicații numeroase la teoria numerelor și în dinamică și care a fost inițiată de matematicianul danez Harald Bohr și continuată de Abram Bezicovici.

## Scrieri
- 1933: Leçons sur les fonctions presque périodiques (Paris), volum care conține 13 fascicule din colecția Cahiers scientifiques, publicată sub direcția lui Gaston Julia;
- 1957: Espace et dimension, Cours de géométrie différentielle locale (Paris).